# Goryphus rhodesiae
Goryphus rhodesiae är en stekelart som först beskrevs av Cameron 1906.  Goryphus rhodesiae ingår i släktet Goryphus och familjen brokparasitsteklar. Inga underarter finns listade i Catalogue of Life.